# Valva cardíaca
As valvas (português brasileiro) ou válvulas cardíacas (português europeu) são estruturas formadas por uma parede rígida e delgada no coração que se ramifica e formam outras finas paredes de saída de cada uma das quatro câmaras do coração.

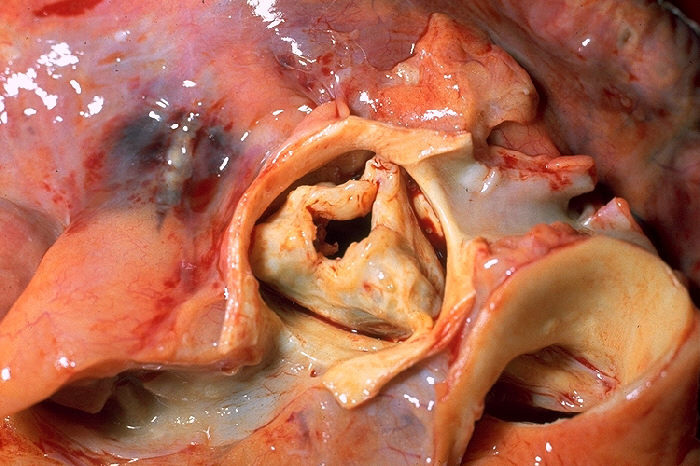
Valva cardíaca

Se interpõem entre auriculas e ventrículos bem como nas saídas das artérias aorta e artéria pulmonar. Elas permitem o fluxo de sangue em um único sentido não permitindo que este retorne fechando-se quando o gradiente pressórico se inverte. O que regula a abertura e fechamento das valvas são as pressões dentro das câmaras cardíacas.
Existem quatro valvas cardíacas no coração que são:
- Mitral ou bicúspide - Possui dois folhetos lembrando o formato de uma mitra. Permite o fluxo sanguíneo entre o átrio esquerdo e o ventrículo esquerdo.
- Tricúspide - Possui três folhetos. Permite o fluxo sanguíneo entre o átrio direito e o ventrículo direito.
- Aórtica - Permite o fluxo sanguíneo de saída do ventrículo esquerdo em direção à aorta.
- Pulmonar - Permite o fluxo sanguíneo de saída do ventrículo direito em direção à artéria pulmonar.

Funcionamento esquemático das valvas coronárias

À esquerda a valva mitral localiza-se entre o átrio ou aurícula esquerda e o ventrículo esquerdo, à direita a valva tricúspide está entre o átrio ou aurícula direita e o ventrículo direito. Entre o ventrículo esquerdo e a aorta encontra-se a valva aórtica e entre o ventrículo direito e a artéria pulmonar há a valva pulmonar.
As valvulas pulmonar e aórtica (chamadas também de valvas semilunares) permitem que o sangue vá do ventrículo para a artéria, mas não permitem que o sangue reflua para trás da artéria para o coração:
- Na diástole o coração está relaxado, abrem-se as cavidades cardíacas, entra o sangue nos átrios e depois nos ventrículos, mas não reflui o sangue para trás da artéria para coração porque as valva pulmonar e aórtica estão fechadas nesse momento.
- Na sístole o coração se contrai e o sangue deve ir dos ventrículos para as artérias, então as valvas pulmonar e aórtica estão abertas, O sangue não reflui para trás em direção ao átrios porque na sistole ventricular as valvas tricúspide e mitral se fecham.
- Caso a valvula não se feche corretamente esta encontra-se com insuficiencia valvar.[1]
- Caso a valvula não se abra corretamente esta encontra-se com estenose valvar.[1]